# Mimosa leptocarpa
Mimosa leptocarpa är en ärtväxtart som beskrevs av Joseph Nelson Rose. Mimosa leptocarpa ingår i släktet mimosor, och familjen ärtväxter. Inga underarter finns listade i Catalogue of Life.